# Југославија и Организација афричког јединства
Током периода Хладног рата Социјалистичка Федеративна Република Југославија успоставила је и одржавала значајне политичке, културне и економске размене и односе са новонезависним афричким државама. Док је већина мултилатералних размена организована преко Покрета несврстаних и Уједињених нација, била је развијена и значајна сарадња са Организацијом афричког јединства, претходницом савремене Афричке уније. Југославија је била једина неафричка земља која је учествовала у финансирању Ослободилачког одбора Организације афричког јединства. Иако је била јединствено укључена у рад тела, земља је ипак преферирала билатералне односе са појединачним ослободилачким покретима. Организација афричког јединства је у своју повељу укључила принцип несврстаности, док је Југославија ту организацију сматрала јединим легитимним представником за цео афрички континент током ере Хладног рата. Југославија је стога следила заједничку линију ОАУ у сопственој политици према питањима у Африци.

## Контекст
Југославија, за разлику од многих земаља Западног блока у Европи, није имала никакву директну колонијалну прошлост која је компликовала односе између бивших Метропола и нових независних држава. Земља је веровала да је сопствено историјско искуство стране доминације Аустроугарске и Отоманског царства, изазов у развоју и сложена мултиетничка федералистичка структура земље сродне искуствима нових независних постколонијалних земаља у Африци. У исто време, од раскола Тито-Стаљин од 1948. па надаље, земља више није била под сфером утицаја Совјетског Савеза и уместо тога била је фокусирана на земље које нису чланице блока. Како се маневарски простор за неутралне земље у дубоко подељеној Европи смањивао, Југославија је своју спољну политику усмерила на нове савезнике међу бившим колонијама и мандатним територијама, пре свега у Африци и Блиском истоку.
Југословенска грађевинска фирма Енергопројект је 1975. године изградила и пројектовала Међународни конференцијски центар Кампала за одржавање 13. самита Организације афричког јединства. Југословенски архитекта Марио Јобст такође је позван да ради на конференцијском центру за 14. самит ОАУ у Либревилу. Неке размене су остале на нивоу планирања са југословенским архитектом Бранком Петровићем који је израдио генерални план зграде седишта Организације афричког јединства у Адис Абеби раних 1960-их, што никада није имплементирано у пракси.

## Галерија
- Председник Јосип Броз Тито на крају посете Танзанији 1970. године.
- Председник Тито и цар Хајле Селасије у Пули.
- Председник Гане Кваме Нкрума и председник Тито у Београду.
- Званични разговори Анголе и Југославије на Брионима 1977.
- Јованка Броз и госпођа ел Шафеи заједно са Јосипом Брозом Титом и Хусеин ел Шафеијем у Луксору.